# Yugawa
Yugawa (jap. 湯川村 Yugawa-mura) – wieś w Japonii, na wyspie Honsiu, w prefekturze Fukushima. Według danych na rok 2020 miejscowość zamieszkiwało 3 081 mieszkańców , a gęstość zaludnienia wyniosła 188,2 os./km².